# 厚萼凌霄
厚萼凌霄（学名：Campsis radicans），又名美国凌霄（中国树木分类学）、杜凌霄（江苏、湖南），是紫葳科紫葳属的植物。原产美国东部，现已广泛栽培在巴基斯坦、越南、印度以及中国大陆的湖南、广西、浙江、江苏等地。

## 外部链接

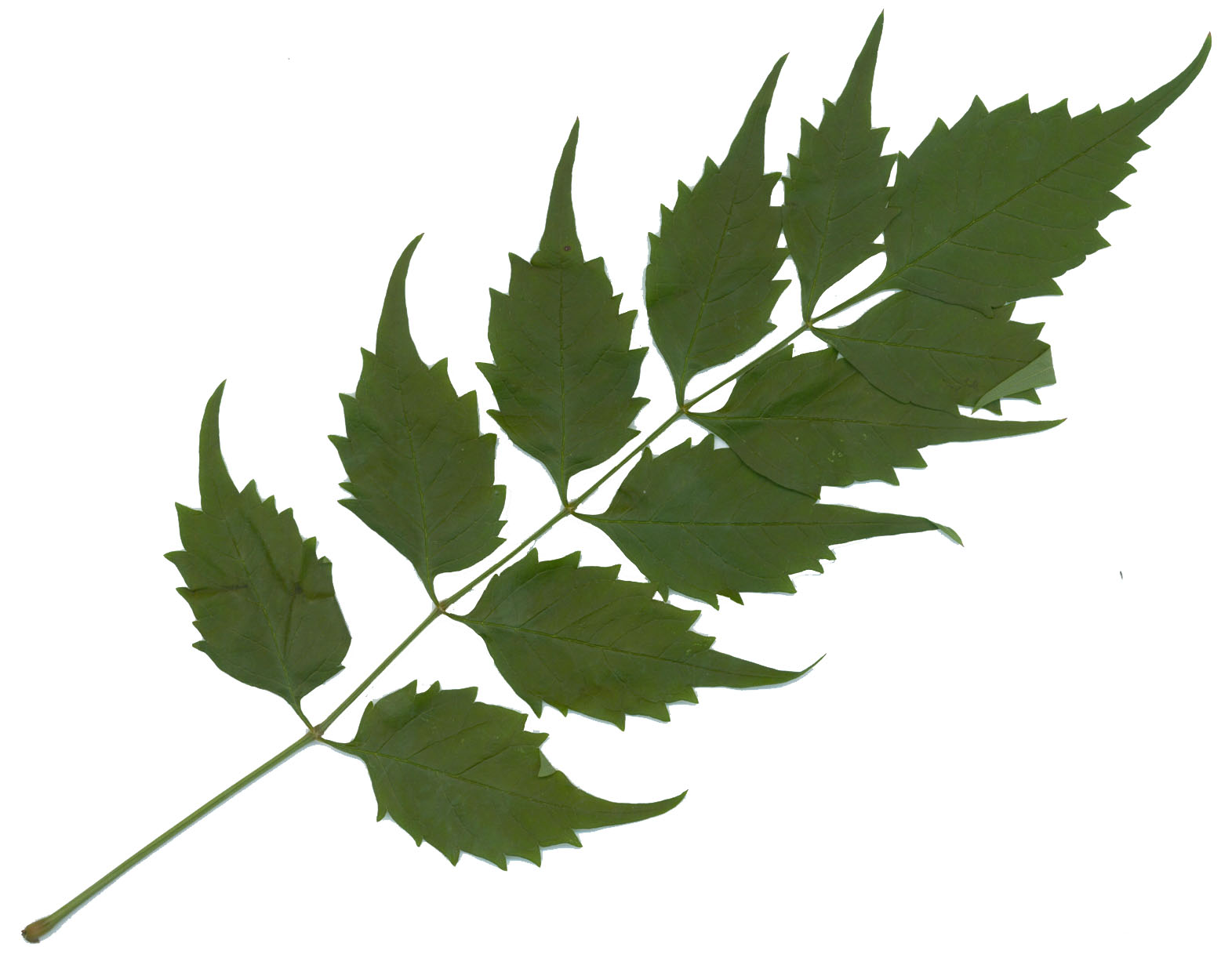
叶